# Sasibugha
Sasibugha (Sasibuqa o Sasibuka) fou kan de l'Horda Oriental (Horda Blava a les fonts turcomongoles i russes i Horda Blanca a les fonts perses) coneguda com a ulus d'Orda. Va regnar vers 1309 a vers 1315. Segons Rashid al-Din era fill de Bayan Khan i segons Munedjimbashi era fill de Tuli (segurament Kuli) fill d'Orda Khan mort el 1260. Abu l-Fida diu que el 1311 Mangatai, fill de Köchü, governava sobre Gazni i Bamian i la resta del domini estava en mans de saru Capgi (probable corrupció de Sasi Bugha).
No es coneixen gairebé fets del seu regnat. Oposat a la política d'islamització d'Uzbeg Khan hauria estat executat per aquesta causa vers el 1315. El va succeir el seu fill Ibisan Khan.
| Sasibugha Casa de Borjigin (Боржигин) (1206-1635) |                                      |                           |
| Precedit per: Bayan Khan                          | Khan de l'Horda Blava 1309-1312/1315 | Succeït per: Ilbasan Khan |